# Andrena mimbresensis
Andrena mimbresensis là một loài Hymenoptera trong họ Andrenidae. Loài này được Larkin mô tả khoa học năm 2004.